# Клементиновый кекс
 Клементиновый кекс  или Клементиновый пирог (англ. Clementine cake) — это кекс без муки, содержащий цельные неочищенные клементины и молотый миндаль. Возможно, он произошел от апельсинового кекса сефардской кухни.
Знаменитая американская шеф-повар Джойс Голдштейн назвала его классикой, а газета Sydney Morning Herald — знаменитым. В 2021 году на кулинарном шоу Cooks' Country объявили, что он очень популярен.

## Ингредиенты
Кекс готовится из клементинов, молотого миндаля или миндальной муки, сахара, масла и яиц. В некоторых рецептах используется мука, но кекс обычно готовится без пшеничной муки.
Дополнительные ингредиенты включают апельсиновый сок, апельсиновый мускат, молоко, белое десертное вино или вино Рислинг, апельсиновое масло или мандариновое масло (или оба), миндальный экстракт и ванильный экстракт. Существуют и другие варианты.

## Приготовление
Кекс обычно готовят следующим образом: целые неочищенные клементины отваривают, удаляют семена и превращают в пюре весь фрукт, а затем смешивают измельченные фрукты с молотым миндалем или миндальной мукой, яйцами, маслом, сахаром и разрыхлителем перед выпечкой. Миндаль можно поджарить или бланшировать.
Засахаренные ломтики клементина часто используются в качестве украшения. Другие варианты отделки включают сладкие топпинги, такие как глазурь или сахарная пудра.
Кекс с клементинами плотный и влажный, и его вкус может улучшиться через день или больше после приготовления, потому что ингредиенты смешиваются и объединяются, усиливая его вкус по мере созревания. После приготовления его можно заморозить для сохранения.
- Варка целых фруктов
- Фрукты после кипячения
- Пюре из цельных вареных фруктов
- Готовое тесто в формочках для кексов
- Готовый кекс с клементинами

## Вариации
Его также можно приготовить в виде перевёрнутого торта. Отдельные капкейки — это распространенная вариация.
- Кусочек ванильного клементинового кекса
- Ванильный клементиновый кекс и капкейки
- Кусочек клементинового кекса
- Клементиновый кекс

## История
Клементиновый кекс, вероятно, связан с сефардским апельсиновым кексом. Сефардские евреи популяризировали выращивание цитрусовых в Средиземноморье в XV веке и популяризировали использование апельсина в выпечке. В дополнение к иберийским вкусам, кекс также имеет североафриканские и испанские корни.
Клаудия Роден, пишущая для The Guardian, утверждала, что она проследила эволюцию блюда, которое она описывает как сефардское пасхальное блюдо, «от Андалусии, через Португалию и Ливорно в Италии, до Алеппо». The New Yorker написал, что рецепт Роден был адаптирован таким количеством других авторов кулинарных книг, что Роден потеряла счет.

## Признание
По данным San Francisco Chronicle, Джойс Голдштейн назвала его «классическим иудео-испанским тортом». В 2020 году Джилл Дюпле, пишущая для Sydney Morning Herald, назвала его «знаменитым, непревзойденным сефардским кексом без муки». Найджелла Лоусон назвала рецепт Роден «великолепным» и создала его адаптацию. В 2021 году Cook’s Country сообщила, что торт «переживает популярность».

## В популярной культуре
Клементировый кекс сыграл свою небольшую роль в сюжете фильма 2013 года «Невероятная жизнь Уолтера Митти» и был включён в начальную сцену фильма и в несколько дополнительных сцен.